# Сералини, Жиль-Эрик
Жиль-Эрик Сералини (род. 23 августа 1960 года) — французский молекулярный биолог, политический советник и активист по вопросам безопасности генетически изменённых организмов и продуктов. Автор ряда статей об опасности ГМО, которые подверглись критике со стороны научного сообщества, самая значимая из них была опубликована в журнале Food and chemical toxicology, но затем была аннулирована, в частности из-за нарушения методики исследований. Профессор молекулярной биологии в университете Кана с 1991 года, президент и председатель правления CRIIGEN.
Исследование влияния генно-модифицированной кукурузы производства компании Монсанто и глифосата на здоровье крыс, выполненное под его руководством в 2012 году, вызвало критику и было отозвано из журнала Food and Chemical Toxicology (позднее опубликовано вновь в журнале Environmental Sciences Europe). Публикация повлияла на решение правительства Кении запретить ГМО на территории страны.